# Мищенко, Татьяна Александровна
Татьяна Александровна Мищенко (род. 5 февраля 1978 года, Ленинград, РСФСР, СССР) — российский художник, член-корреспондент РАХ (2023).

## Биография
Родилась 5 февраля 1978 года в Ленинграде в семье художников, живёт и работает в Санкт-Петербурге.
Окончила Санкт-Петербургскую среднюю художественную школу (сейчас — Санкт-Петербургский художественный лицей имени Б. В. Иогансона) с золотой медалью.
В 2002 году — окончила Санкт-Петербургский государственный академический институт живописи, скульптуры и архитектуры имени И. Е. Репина, где училась у академика РАХ, профессора А. К. Крылова.
С 2003 года — преподаватель живописи, рисунка и композиции, с 2014 года — директор Санкт-Петербургского государственного художественного лицея имени Б. В. Иогансона.
С 2023 года — преподаватель рисунка Донецкой государственной музыкальной академии имени С. С. Прокофьева.
С 2004 года — член Санкт-Петербургского союза художников.
С 2019 года — член комиссии по отбору кандидатов на присуждение премии Правительства Санкт-Петербурга «Юные дарования», с 2022 года — член жюри Всероссийских и международных Конкурсов в области изобразительного искусства и педагогического мастерства («Лучший преподаватель детской школы искусств» и «Лучшая детская школа искусств»), с 2022 года — председатель Федерального учебно-методического объединения в системе среднего профессионального образования по укрупнённой группе профессий, специальностей «Изобразительное и прикладные виды искусств».
С 2020 года — член Петровской академии наук и искусств.
С 2020 года - заместитель декана факультета церковных искусств преподаватель живописи иконописного отделения Санкт-Петербургской духовной академии.
В 2023 году — избрана членом-корреспондентом Российской академии художеств от Отделения живописи.

## Творческая деятельность
Основные монументальные произведения: воссоздание иконостаса Казанского собора в Санкт-Петербурге (в составе творческой группы, 1998), роспись церкви в селе Георгиевское Ярославской области (1999), наружная роспись школы в деревне Ветвеник Псковской области (2001), роспись храма святых Петра и Павла в Санкт-Петербургской академии постдипломного педагогического образования (2004), роспись трапезной храма Церкви во имя Покрова Пресвятой Богородицы в Санкт-Петербурге (2008), роспись северной стены Софийско-Успенского собора в Тобольске (2011), роспись алтаря храма в честь Воздвижения Честного и Животворящего Креста Господня в Санкт-Петербурге (2018), запрестольный образ «Воскресение Христово» храма святого благоверного князя Александра Невского в Казани (2021), проект Сошествие святого Духа на Апостолов в Товарково (2024).
Принимала участие в создании мозаик для Санкт-Петербургского метрополитена (Спасская, Бухарестская, Международная, Адмиралтейская, с 2008 по 2012 годы).
Участник выставок с 2003 года.
Персональные выставки: «Татьяна Мищенко» в Русско-немецком центре (Санкт-Петербург, 2014); «Летняя практика» в Санкт-Петербургском художественном лицее имени Б. В. Иогансона (Санкт-Петербург, 2024); «Запечатлённая красота» в детской художественной школе имени М. К. Аникушина (Кронштадт, 2024).

## Награды
- Благодарность губернатора Санкт-Петербурга (2004)
- Архиерейская грамота «В Благословение за труды во Славу Русской Православной церкви» (2004)
- Благодарность министра культуры РСО-Алания (2017)
- Благодарность руководителя Департамента культуры Администрации городского округа Тольятти (2019)
- Благодарность Комитета по культуре г. Санкт-Петербурга (2019)
- Благодарственная грамота Санкт-Петербургской епархии РПЦ «За активное участие в строительстве Храма» (2021)
- Грамота Учебного комитета РПЦ (2022)
- Благодарность Министра культуры Белгородской области (2023)

Награды РАХ
- Благодарность РАХ (2014, 2017, 2018)
- Почётная грамота «За высокополезные труды на благо культуры и искусства России и за значительные заслуги перед Российской академией художеств» РАХ (2024)